# Selbstgefühl
Als Selbstgefühl (franz. sentiment de sa propre valeur) wird vor allem in philosophischen Fragestellungen eine reflexive, mit der Selbstwahrnehmung verknüpfte Empfindung begriffen, die von Selbstbewusstsein und Selbsterkenntnis abzugrenzen ist. Im Gegensatz zu anderen subjektbezogenen Grundgefühlen, wie etwa Hunger, Durst und Schlafbedürfnis ist es ein Gefühl, das der Reflexion der eigenen Wirkung des Subjekts auf seine Mitmenschen entspringt.
Im gewöhnlichen Sprachgebrauch versteht man unter Selbstgefühl das Bewusstsein des eigenen Zustandes. Es ist als Affekt auch von Selbstbild und Selbstwert zu unterscheiden.

## Philosophie
Der philosophische Terminus kam in Deutschland erst in der zweiten Hälfte des 18. Jahrhunderts auf, was mit der Entwicklung der Begriffe Selbst und Gefühl zusammenhängt. Das substantivierte Wort „Selbst“ etwa ist erst 1702 und der Ausdruck „Gefühl“ nach dem Deutschen Wörterbuch in der zweiten Hälfte des 17. Jahrhunderts nachweisbar. Johann Gottfried Herder thematisierte das Selbstgefühl im Zusammenhang mit seiner ethischen Anthropologie.
Mit Johann Gottlieb Fichte nimmt sich der Deutsche Idealismus des Selbstgefühls an, vorbereitet durch Immanuel Kants Gedanken der Selbstaffektion. Das Selbstgefühl sei genetisch älter als das Selbstbewusstsein. Die den Deutschen Idealismus begleitende Dichtung sieht das Selbstgefühl als edel und autonom an. So spricht Novalis vom „heiligen Selbstgefühl der Unschuld und Sittlichkeit“ und bezeichnet die Philosophie als ursprüngliches Gefühl, das mit dem Selbstgefühl verbunden sei. Der Philosoph Manfred Frank untersuchte das Selbstgefühl als kulturhistorisches Phänomen der Frühromantik und brachte es in die Debatten der Analytischen Philosophie um die Philosophie des Geistes ein.
In dem Eintrag feeling and sensation in seinem A Hegel Dictionary (zuerst 1992) schreibt Michael Inwood:  „Hegel argues that since common usage admits the expressions 'Gefühl of RIGHT' and Selbstgefühl ('self-feeling', viz. obscure self-awareness, but also 'self-esteem'), but not 'Empfindung of right' or Selbstempfindung, and since it connects Empfindung with Empfindsamkeit ('sensitiveness'), Empfindung stresses passivity or finding, while Gefühl stresses selfhood or selfishness (Selbstischkeit) (Enc. III § 402).“
Peter Prechtl hat im Zusammenhang der Rousseauschen Selbstsucht u. a. auf Kant’s ungesellige Geselligkeit (Antagonismus) verwiesen.